# Initial coin offering
Initial coin offering, in sigla: ICO (in italiano, letteralmente: Offerta di moneta iniziale) è un mezzo non regolamentato di crowdfunding nel settore finanziario.

## Storia
Le prime ICO furono lanciate per raccogliere fondi per nuove criptovalute, ma le attuali ICO vengono usate per qualsiasi scopo. Generalmente, sono venduti dei token per raccogliere denaro, con l'esistenza dei token ed il loro comportamento definiti da algoritmi matematici. A differenza di ciò che avviene nella similare OPA, l'acquisizione dei token non è regolamentata dal governo e potrebbe non garantire la proprietà o altri diritti.
La prima ICO fu fatta nel 2013 per il lancio della criptovaluta Mastercoin. Nel 2014 la criptovaluta Ethereum raccolse denaro con una ICO. Le ICO oggi sono molto famose. Dal maggio 2017 vi sono circa 20 offerte al mese e la ICO per un nuovo browser web chiamato Brave ha generato circa 35 milioni di dollari in 30 secondi. Vi sono almeno 18 siti web che tracciano le ICO.
ICO crypto e presale
Quello della distribuzione di offerte iniziali di moneta in campo crypto è caratterizzata da lati ambigui.
In riferimento al mondo delle criptovalute, con il termine ICO si intende una modalità di raccolta fondi basata su blockchain nella quale un’emittente vende token digitali prima dell’avvio del progetto; spesso l’operazione include una fase di «presale» (o pre-ICO), durante la quale i promotori cedono i token a prezzo scontato a investitori selezionati, in assenza di prospetto autorizzato e di tutele analoghe a quelle dei mercati regolamentati. 
La letteratura accademica evidenzia che questa fase accentua l’asimmetria informativa fra emittente e acquirenti, aumentando il rischio di selezione avversa e di condotte fraudolente: uno studio del 2024 mostra, ad esempio, che l’assenza di restrizioni alla rivendita dei token distribuiti in presale è correlata a rendimenti negativi nei dodici mesi successivi alla quotazione.  
Sul piano regolamentare, la Securities and Exchange Commission (SEC) ha incluso otto ICO con presale fra le 33 azioni esecutive avviate nel 2024, contestando offerte di titoli non registrati e veri e propri schemi di frode.  
Anche le autorità europee richiamano i rischi connessi ai cripto-asset nelle fasi di collocamento anticipate: la European Securities and Markets Authority ha definito tali prodotti «altamente speculativi» e suscettibili di comportare la perdita totale del capitale investito.
Tra i casi più noti si segnala il procedimento chiuso nel 2023 con una sanzione di 3,5 milioni di dollari nei confronti di Quantstamp, accusata di aver condotto una presale in violazione delle norme sui titoli statunitensi.

## Normativa
| Giurisdizione       | Commenti |
| ------------------- | --- |
| Australia           | ASIC ha emesso una guida nel settembre 2017 stabilendo che la legalità di una ICO dipende da circostanze dettagliate. |
| Canada              | Sta lavorando su una normativa per le ICO. |
| Cina                | Il 4 settembre 2017, sette organizzazioni di normativa finanziaria cinesi bandiscono qualsiasi ICO in Cina, richiedendo che si proceda alla restituzione del denaro agli investitori altrimenti si sarà "severamente puniti a norma di legge". This action by Chinese regulators resulted in large sell-offs for most cryptocurrencies. Prior to the Chinese ban, ICOs had raised nearly $400 million from about 100 000 Chinese investors. A week later, however, a Chinese financial official stated on Chinese national television that the ban on ICOs is only temporary until ICO regulatory policies are in place. |
| Corea del Sud       | La Financial Services Commission corena ha proibito le ICO nel settembre 2017 e promette "pene severe" per chi le viola. |
| Emirati Arabi Uniti | Lo Abu Dhabi Global Market ha istituito una guida ufficiale sulle ICO ad ottobre 2017. |
| Francia             | Da ottobre 2017, l'Autorite des marches financiers (AMF) sta lavorando ad una normativa governativa per l'uso della tecnologia blockchain nelle transazioni di capitali. |
| Hong Kong           | La Securities and Futures Commission ha stabilito nel settembre 2017 che i "token" (le monete) possono costituire titoli ai fini dell'Ordinanza sui "Titoli e Future", in tal caso, gestire token è un'attività regolare per la legge di Hong Kong. |
| Isola di Man        | Sta lavorando ad una normativa per le ICO. |
| Malta               | Nel luglio 2018 è entrata in vigore la legge MDIA (Malta Digital Innovation Authority), che ha lanciato l'autorità competente per la regolamentazione e la promozione della tecnologia innovativa. Il 1º novembre è entrata in vigore anche la legge Innovative Technology Arrangements and Services (ITAS) e la legge sui Virtual Financial Assets (VFA). Questi tre atti sono stati approvati dal Parlamento il 1º luglio 2018 e rappresentano la prima legislazione DLT al mondo. |
| Nuova Zelanda       | Nell'ottobre 2017 la Financial Markets Authority (FMA) ha rilasciato delle linee guida sull'attuale ambiente normativo a riguardo delle ICO. |
| Stati Uniti         | Nel luglio 2017 la U.S. Securities and Exchange Commission (SEC) ha indicato che potrebbe avere l'autorità di applicare la legge sulla sicurezza federale sulle ICO. La SEC non stabilisce che tutti i token di blockchain possano essere considerate "security", ma questo andrà verificato caso per caso. L'azione di SEC potrebbe incoraggiare investitori "mainstream" ad investire in ICO sebbene le ICO di solito scoraggiano gli investitori statunitensi dal partecipare. |
| Svizzera            | Sebbene la Svizzera avesse precedentemente una giurisdizione amichevole nei confronti di ICO, la Swiss Financial Market Supervisory Authority ha annunciato nel settembre 2017 una indagine su una serie di non specificate ICO esaminerà se siano in regola con le norme elvetiche. |